# Хеггеншвиль
Хеггеншвиль (нем. Häggenschwil) — коммуна в Швейцарии, в кантоне Санкт-Галлен.
Входит в состав округа Санкт-Галлен. Население составляет 1137 человек (на 31 декабря 2006 года). Официальный код — 3201.